# غریزه اصلی
غریزهٔ اصلی (به انگلیسی: Basic Instinct) یک فیلم نئو-نوآر در ژانر درام، معمایی و دلهره‌آور به کارگردانی پل ورهوفن و نویسندگی جو استرهاس که در سال ۱۹۹۲ منتشر شد. این فیلم دربارهٔ کارآگاه پلیس سانفرانسیسکو، نیک کورن (مایکل داگلاس) است که در حال تحقیق در مورد قتل وحشیانه یک ستاره راک ثروتمند است. در طول تحقیقات، کورن درگیر یک رابطه پرشور و شدید با کاترین ترامل (شارون استون)، نویسنده‌ای مرموز و مظنون اصلی می‌شود.
کارولکو پیکچرز حقوق این فیلم را تضمین کرد و ورهوفن را به کارگردانی رساند. پس از رد شدن نقش توسط چندین بازیگر زن، استون برای نقش ترامل انتخاب شد. تولید با اعتراضات و درگیری شدید بین استرهاس و ورهوفن مواجه شد. سرانجام این فیلم در ۱۸ مارس ۱۹۹۲ در لس آنجلس به نمایش درآمد و توسط ترایستار پیکچرز در ۲۰ مارس ۱۹۹۲ در ایالات متحده منتشر شد. این فیلم پس از اکران با نقدهای متفاوتی روبرو شد. بازی بازیگران، موسیقی اصلی و تدوین مورد ستایش قرار گرفت، در حالی که نگارش و توسعه شخصیت آن مورد انتقاد قرار گرفت. این فیلم همچنین به دلیل محتوای صریح جنسی، خشونت، و به تصویر کشیدن روابط همجنس‌گرا جنجال برانگیخت. با وجود اعتراض عمومی، این فیلم یک موفقیت تجاری بود و ۳۵۲٫۹ میلیون دلار در سراسر جهان فروخت و چهارمین فیلم پرفروش سال ۱۹۹۲ شد. از زمان اکران، این فیلم مورد بازنگری انتقادی قرار گرفته‌است. این فیلم به دلیل نمایش‌های پیشگامانه‌اش از تمایلات جنسی در جریان اصلی سینمای هالیوود شناخته شده‌است و توسط یک محقق به عنوان «شاهکار نوآر نوآر که با قوانین روایی فیلم نوآر بازی می‌کند و از آنها تخطی می‌کند» توصیف شده‌است. نسخه‌های متعددی از فیلم نوآر هستند. این فیلم بر روی نوار ویدئویی، دیسک لیزری، دی‌وی‌دی و بلوری منتشر شده‌است، از جمله برش کارگردان با فیلم‌های طولانی که قبلاً در سینماهای آمریکای شمالی دیده نشده بود. دنباله‌ای به نام غریزه اصلی ۲ در سال ۲۰۰۶ اکران شد. در این فیلم استون بازی می‌کند، اما بدون دخالت ورهوون و داگلاس ساخته شد. نقدهای منفی دریافت کرد و نسبتاً ناموفق بود.

## داستان فیلم
«جانی باز»، ستارهٔ بازنشستهٔ موسیقی راک و نامزد انتخابات شهرداری، در هنگام رابطه جنسی در رختخواب به دست زنی با چاقوی یخ‌شکن کشته می‌شود. کارآگاه «نیک کوران» که از وقتی تصادفاً دو توریست را با گلوله زده، وضعیت مناسبی در نیروی پلیس سانفرانسیسکو ندارد؛ برای پرس و جو نزد معشوقه ثروتمند جانی، «کاترین ترامل» که روان‌پزشک و نویسنده رمان است؛ می‌رود و معلوم می‌شود که کاترین ۶ ماه پیش رمانی نوشته‌است؛ که در آن یک ستاره راک اند رول توسط دوست دخترش در هنگام سکس به قتل می‌رسد؛ و از قبل این جنایت به دقت توصیف شده‌است.
کاترین که روان‌شناس است؛ در جلسه بازپرسی، کارآگاهان را با نپوشیدن لباس زیر، تحت فشار می‌گذارد و ادعا می‌کند، قاتل نیست و احمق نیست که قبل از جنایت کتاب آن را چاپ کند؛ و هدفش از رابطه با جانی تنها نوشتن کتاب بوده‌است؛ که این ادعا را دستگاه تست دروغ سنج تأیید می‌کند.
کاترین به نیک می‌گوید، کتاب بعدی که در دست تحریر دارد، دربارهٔ کاراگاه پلیسی است؛ که دلباختهٔ زنی متهم به قتل می‌شود و عاقبت به دست او به قتل می‌رسد.
نیک در تعقیب کاترین به میل واکی می‌رود و می‌فهمد او با زنی به نام «هیزل دابکینز»، دوست است که به رغم سن بیشترش، به کاترین شباهت دارد و تمام اعضاء خانواده‌اش را کشته‌است. کاترین همچنین با دختری به نام «راکسی هاردی» رابطهٔ لز دارد، که او هم سرنوشتی شبیه کاترین و هیزل دارد.
دکتر بت گارنر، روان‌شناس پلیس، (که قبل از حادثه تیراندازی رابطه ای نزدیک و جنسی با نیک داشته‌است) به خانه نیک می‌آید؛ آنها که مدت‌ها به هم نزدیک نشده بودند، بعد از رابطه جنسی و خشنی (تجاوز طور) که نیک با او دارد؛ به او می‌گوید، که کاترین را از زمان دانشگاه برکلی می‌شناسد.
ستوان «نیلسن» از دایرهٔ امور داخلی پلیس برای نیک مزاحمت ایجاد می‌کند؛ و نیک می‌فهمد که بت برای اخراج نشدن نیک به او اجازه داده‌است که او به پرونده محرمانه روان‌پزشکی نیک دسترسی داشته باشد و او هم اطلاعات را به کاترین داده‌است. او فکر می‌کند، نیلسن از کاترین برای این کار رشوه گرفته‌است. نیلسن با گلوله اسلحه کالیبر ۳۸ به قتل می‌رسد و نیک را تا زمان تحقیقات بیشتر، از کار معلق می‌کنند.
کاترین با دعوت از نیک به باشگاه رقص"جانی باز "، رابطه ای عاشقانه را با او شروع می‌کند و با نیک همبستر می‌شود. راکسی که با اجازه کاترین، سکس آنها را می‌بیند؛ حسادت کرده و نیک را تهدید به قتل می‌کند. نیک متوجه می‌شود که بت و کاترین در دوران دانشکده رابطه‌ای نزدیک با هم داشته‌اند؛ و بت از کاترین تقلید می‌کرده‌است. نیک متوجه می‌شود در سال ۱۹۸۰ و همزمان با تحصیل بت و کاترین در برکلی، پروفسوری به نام "نوا گلدستین" نیز به همان روش کشته شده‌است. نیک که از سوء قصد زیرگرفتن توسط راکسی جان سالم بدرمی برد؛ در تعقیب او، باعث سقوط و مرگش می‌شود. کاترین اسمی به نام "لیزا هوبرمن" به نیک می‌دهد و او متوجه می‌شود که لیزا همان بت است که در دانشگاه یکبار با کاترین خوابیده‌است و بعد از ازدواج اسمش را عوض کرده‌است.
کاترین کتابش را تمام می‌کند و به نیک می‌گوید کارآگاه تقریباً مرده‌است و از نیک درخواست سکس می‌کند؛ بعد از رابطه نیک می‌گوید، قصد تغییر دادن پایان کتاب را دارد. ولی کاترین معتقد است، اگر کارآگاه کشته نشود، کتاب فروشی ندارد. نیک متوجه مرگ شوهر بت در ۶ سال پیش و با گلوله اسلحه کالیبر ۳۸ می‌شود.
«گاس موران» همکار نیک، تلفنی از سمت بت دریافت می‌کند، که خود را هم اتاقی دانشکده کاترین معرفی می‌کند و با نیک، ولی تنها به دیدار او می‌رود. گاس سر قرار حاضر می‌شود، ولی به دست بت با چاقو یخ‌شکن کشته می‌شود. نیک که متوجه قضیه شده، دیر می‌رسد، و وقتی فکر می‌کند که بت می‌خواهد به او شلیک کند، او را با گلوله می‌زند، و با تحقیق بیشتر از اتاق بت، کتاب‌های کاترین و اسلحه کالیبر ۳۸ پیدا می‌شود.
کاترین که نمی‌خواهد نیک را از دست بدهد، با نیک همبستر می‌شود و بعد از رابطه عاشقانه در رختخواب، چاقو یخ‌شکنی دیده می‌شود، که کاترین از آن استفاده نمی‌کند.

## بازخوردها
واکنش انتقادی برای این فیلم متفاوت بود. در راتن تومیتوز، این فیلم بر اساس ۷۴ نقد، با میانگین امتیاز ۶٫۲ از ۱۰ را دارد. در متاکریتیک، این فیلم بر اساس ۲۸ منتقد، امتیاز ۴۳ را به خود اختصاص داده‌است که نشان دهنده نقدهای «مختلط یا متوسط» است. تماشاگران در نظرسنجی سینماسکور به فیلم نمره متوسط "B+" را در مقیاس A + تا F دادند.